# Piaggio

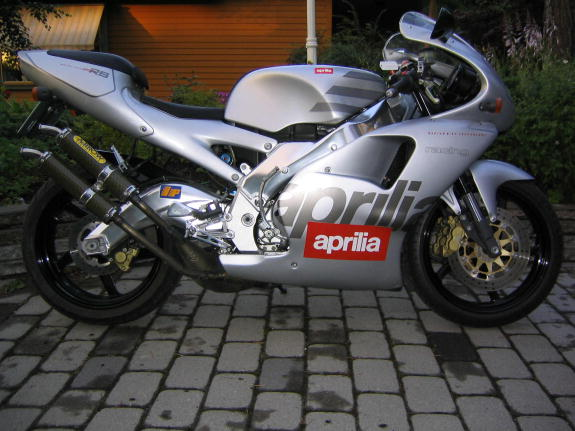
Aprilia RS 250

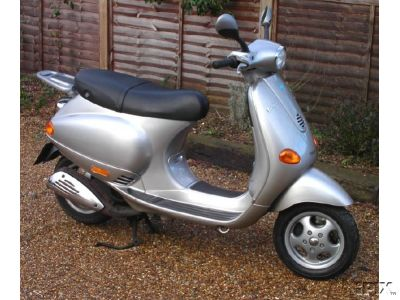
Vespa ET4

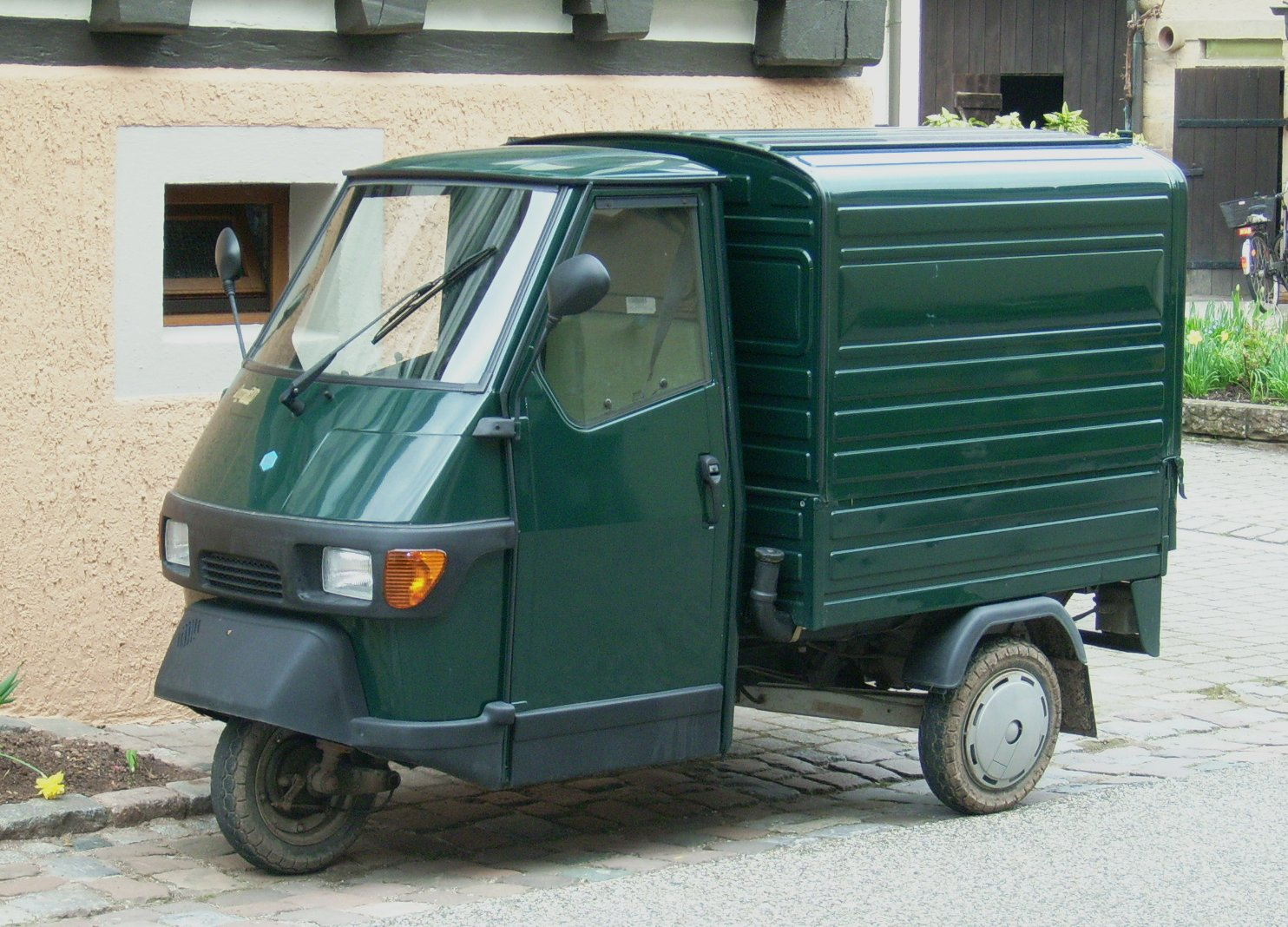
Piaggio APE

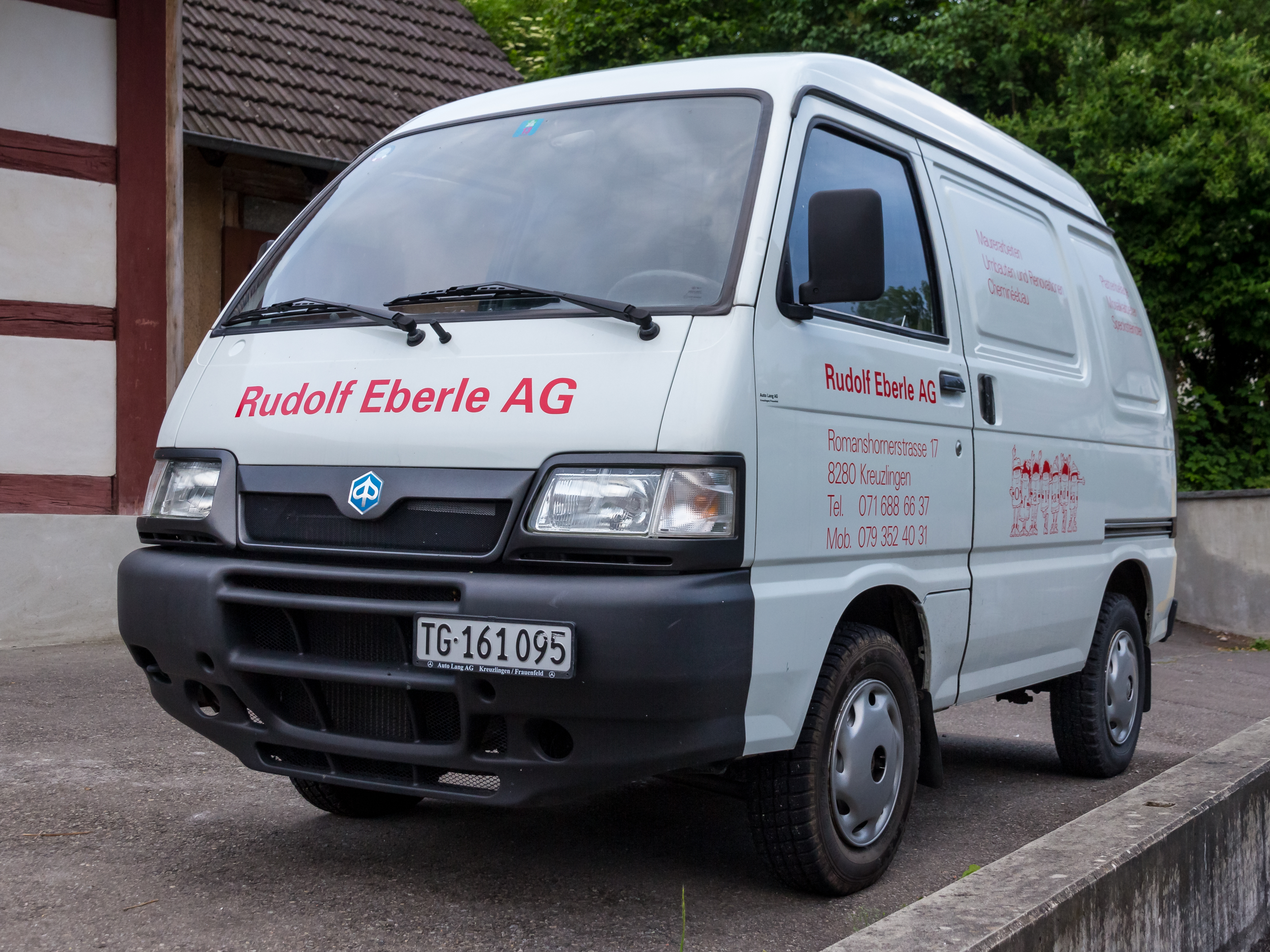
Piaggio Porter

Piaggio & Co. SpA – włoski koncern zajmujący się produkcją motocykli, skuterów, samochodów i samolotów. Siedzibą główną Piaggio Group jest miasto Pontedera.
Koncern Piaggio jest obok przedsiębiorstw japońskich jednym z największych producentów motocykli na świecie. Głównym udziałowcem w przedsiębiorstwie jest holding Immsi S.p.A.

## Historia
Przedsiębiorstwo Piaggio założył w 1884 roku przemysłowiec Rinaldo Piaggio, który produkował: lokomotywy, wagony kolejowe, a także wyroby z drewna i statki.
W czasie I wojny światowej przedsiębiorstwo zaczęło działać w branży lotniczej. W okresie międzywojennym stało się potentatem w produkcji śmigieł. W czasie II wojny światowej główny trzon produkcji stanowiły samoloty wojskowe. Po wojnie zniszczone zakłady zostały reaktywowane i odbudowane. Po 1946 roku Piaggio nastawiło się na branżę motoryzacyjną, w której w szybkim tempie odniosło spektakularny sukces dzięki produkcji skutera Vespa, motoroweru Ciao i małego pojazdu dostawczego APE.

## Marki wchodzące w skład Piaggio Group
- Aprilia – motocykle i skutery
- Derbi – motocykle, skutery i quady
- Gilera – motocykle i skutery
- Moto Guzzi – motocykle
- Piaggio – motocykle, skutery, mikrosamochody i samochody dostawcze
- Piaggio Aero – samoloty
- Vespa – motorowery i skutery
- Laverda – motocykle
- Wi-BIKE - rowery elektryczne

## Modele pojazdów marki Piaggio
| Motorowery                                        | Skutery 50–80 cm³                                                        | Skutery pow. 125 cm³                                                                                                  | Pojazdy użytkowe |
| ------------------------------------------------- | ------------------------------------------------------------------------ | --- | ---------------- |
| - Bravo - Boxer - Ciao - Grillo - Si - Superbravo | - FLY - Free - Liberty - NRG - Quartz - Sfera - Typhoon - Zip - Stalkier | - Beverly - Carnaby - Hexagon - Liberty - MP3 - Quartz - Sfera - Skipper - Storm - Typhoon - X7 - X8 - X9 - X10 - Zip | - APE - Porter   |